# Agnes Mårtensson
Agnes Mårtensson, född den 21 juni 2005, är en svensk fotbollsspelare, som spelar som försvarare, och som representerar Malmö FF.

## Biografi
Mårtensson började spela fotboll i Södra Sandby IF. 2023 bytte hon klubb till Malmö FF och följt med klubben från division 1 Södra via Elittettan till Damallsvenskan. Hon har även representerat damlandslaget på U17- och U19-nivå där hon spelat 7 respektive 14 matcher.